# Eddie Guerrero
Eduardo Gory Guerrero Llañez  (9. oktober 1967 – 13. november 2005) var en amerikansk/mexicansk wrestler, der arbejdede for WWE (World Wrestling Entertainment).
Eddie Guerrero blev født ind i en legendarisk wrestling-familie, og arbejdede i 1990'erne for stort set alle de store wrestling-forbund i USA, ECW, WCW WWF og WWE. Eddie startede sin karriere med sine bedste venner, Chris Benoit og Dean Malenko. 
Selvom Eddie var heel for det meste af karrieren, blev han dog hurtigt meget populær både indeni og udenfor ringen.
Da han kom til WWE blev han hurtigt venner med Batista og Rey Mysterio. Nevøen Chavo og hans allerbedste ven: Chris Benoit var der også.
Gennem sin karriere kæmpede han tit med sine indre dæmoner, der bl.a andet talte alkoholisme og afhængighed af smertestillende piller. På trods af disse ting vandt Guerrero flere store titler gennem sin karriere, blandt andet WWE Championship-titlen.
I februar måned 2004 gik hans drøm i opfyldelse da han endelig vandt WWE-titlen under PPV'en NO WAY OUT! 
Det blev en uforglemmelig aften da Chris vandt Sværvægt-mesterskabstitlen (The World Heavyweight Championship) under Wrestlemania 20 kom Eddie op til ham og hyldede ham. De to løftede sammen de to mesterskaber i hver sin hånd. 
Den 13. november 2005 blev Eddie Guerrero fundet død på sit hotelværelse af sin nevø Chavo Guerrero jr., i Minneapolis, Minnesota. Eddie Guerrero blev 38 år gammel.
Senere samme dag udsendte WWE en meddelelse, hvori man sagde, at man var dybt berørte af tragedien. Næste WWE-show blev holdt i minde for Guerrero, hvor man blandt andet slog på klokken ti gange. 
En obduktion viste, at Guerrero døde af akut hjertestop, som blandt andet var forårsaget af hans store alkoholmisbrug og pilleafhængighed, selv om Guerrero havde været stoffri i 4 år.
Senere samme måned skulle Guerrero have været en del af Smackdowns team mod RAW ved Survivor Series. Han blev erstattet af Randy Orton.
Eddie Guerrero ligger begravet på Green Acres Cemetery i Scottsdale, Arizona. To år senere, den 25. Juni 2007 døde Chris ved selvmord og mord på sin kone (Nancy) og otteårige barn (Daniel).

## Titler
- Extreme Championship Wrestling
  - ECW World Television Championship x 2

- World Championship Wrestling
  - WCW Crusierweight Championship x 2
  - WCW United States Heavyweight Championship

- World Wrestling Entertainment
  - WWF European Championship x 2
  - WWF Intercontinental Championship x 2
  - WWE Tag Team Championship x 4
  - WWE United States Championship
  - WWE Championship

## Finishing Moves
Frog splash pin
Lasso From El Paso
Dress Amigos